# Just a Minute

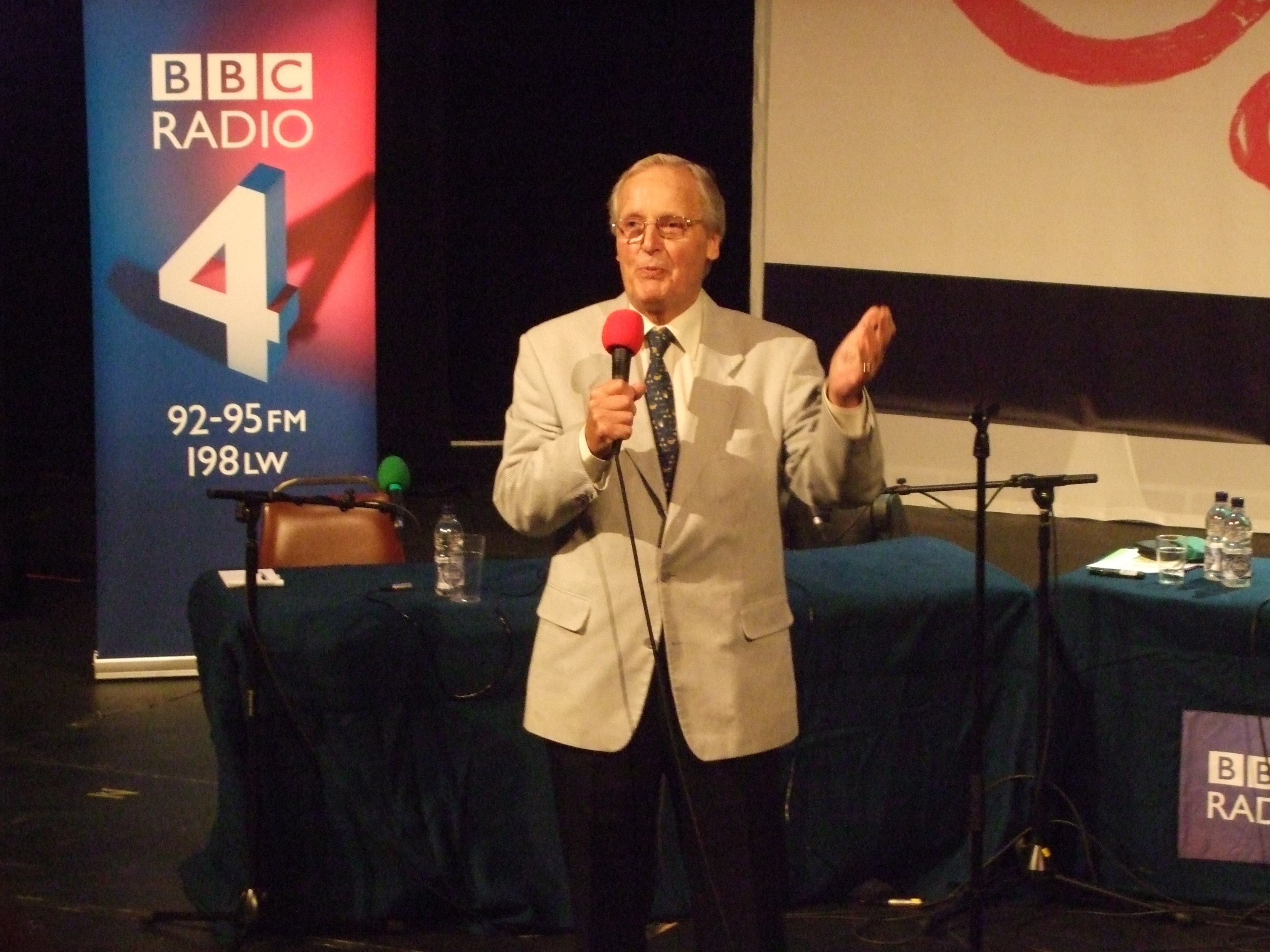
Nicholas Parsons bij een opname van Just a Minute in Edinburgh in 2007

Just a Minute ("Maar en minuut") is een komisch spelprogramma op BBC Radio 4. Het werd voor het eerst uitgezonden op 22 december 1967 en werd vijfig jaar lang gepresenteerd door Nicholas Parsons. Het programma werd in 2003 bekroond met een Sony Radio Academy Award. Er werden inmiddels ruim 700 afleveringen van gemaakt.
Het principe van het spel bestaat erin dat men moet proberen om één minuut lang te spreken over een vooraf bepaald onderwerp, zonder te aarzelen, zich te herhalen of van dit onderwerp af te wijken. Het spel wordt met vier individuele sprekers gespeeld, die elkaar onderbreken wanneer ze vinden dat diegene die aan het praten was, een van de regels overtreden heeft. Vaak drijven ze het systeem op de spits, hetgeen somwijlen een uiterst komische uitwerking heeft.

## Geschiedenis
Just a Minute werd uitgevonden door Ian Messiter, die als schooljongen ooit verstrooid in de klas zat, waarop zijn leraar hem verplichtte alles wat hij in de laatste minuut gezegd had, letterlijk te herhalen. Tijdens een busrit kwam hij op het idee, dit als concept voor een spelprogramma te gebruiken, met als toegevoegde regel dat de deelnemers niet van het onderwerp mochten afwijken. Het concept werd voor het eerst gebruikt in 1951, in het programma One Minute Please met Roy Plomley, dat liep tot 1957. 
In de eerste testopname van Just a Minute waren als deelnemers Derek Nimmo en Clement Freud aanwezig, die allebei geregeld zouden blijven meewerken tot aan hun dood in 1999 en 2009 respectievelijk. Oorspronkelijk zou scenarist Jimmy Edwards de presentator zijn; hij was echter onbeschikbaar, zodat Nicholas Parsons aangezocht werd. De testaflevering beviel de BBC-directie niet; desondanks drong de producer, David Hatch, erop aan een volledige serie te mogen maken. Het muziekje van het programma is de zogenaamde Minutenwals van Frédéric Chopin (die evenwel langer dan een minuut duurt).
Sinds maart 2012 werd dit programma ook op TV uitgezonden via BBC 2, eveneens onder leiding van Nicholas Parsons met als vast panellid Paul Merton.

## Spelverloop
Elke kandidaat kreeg van Parsons een bepaald onderwerp opgelegd, waarover hij/zij gedurende één minuut moet spreken zonder repetition, hesitation or deviation: geen herhaling, geen aarzeling en geen afdwaling. Wanneer de zestig seconden voorbij zijn, blaast de puntenteller op een fluitje. In de eerste drie seizoenen waren de regels nog ingewikkelder en mocht een kandidaat bijvoorbeeld een bepaald bijkomend woord niet gebruiken. Door de jaren heen is de toepassing van de regels niet steeds consequent geweest.
- Herhaling slaat op het meer dan eens binnen dezelfde spreekopdracht uitspreken van hetzelfde woord. De kunst bestaat erin, zo veel mogelijk synoniemen te gebruiken, en het maakt niet uit of dat gebruikelijke woorden zijn of niet. In principe kan men elkaar zelfs uitdagen voor het herhalen van functiewoordjes als and of the, maar in praktijk wordt dit meestal genegeerd. Een running gag is het uitdagen op het woord BBC, omdat men daarmee tweemaal B zegt. De woorden die onderdeel van het spreekonderwerp uitmaken, mag men wel herhalen, maar niet verschillende malen na elkaar.
- Aarzeling is elke vorm van pauzeren of stotteren. Ook te langzaam beginnen spreken valt hieronder. Clement Freud had van nature een uiterst traag spreektempo, maar in Just a Minute overdreef hij hier vaak opzettelijk in. Wanneer het publiek lacht, mag men ook niet wachten tot het uitgelachen is om verder te praten.
- Afwijking betekent stricto sensu over iets beginnen te praten wat niet meer met het onderwerp te maken heeft, maar kan ook afwijking van de Engelse taal zoals wij die kennen zijn, of afwijking van de grammatica. Men kan datgene wat men vertelt zo absurd en surrealistisch maken als men wil, vooropgesteld dat het niet afwijkt, bijvoorbeeld van de regels van de logica of de syntaxis.

Het spel wordt met buzzers gespeeld. Er wordt een punt toegekend aan diegene die met een correcte uitdaging de spreker kan onderbreken. Oordeelt de moderator echter dat de uitdaging incorrect is, krijgt de ten onrechte onderbrokene een punt. Slaagt iemand erin een volledige minuut te spreken zonder onderbroken te worden — wat vrijwel nooit voorkomt —, krijgt die persoon twee punten. Wie een minuut afmaakt, dus aan het spreken is op het moment dat het fluitje afgaat, krijgt altijd een punt. Degene die correct heeft uitgedaagd, neemt het onderwerp over. Nicholas Parsons kan oordelen dat een bepaalde onderbreking die onjuist was, daarentegen heel amusant was (the audience enjoyed your interruption), in welk geval de foutief uitdagende een bonuspunt krijgt, terwijl de verkeerdelijk onderbrokene zelf ook zijn normale punt verdient. Alleszins gebruikt de moderator dikwerf redeneringen als ‘het bewaren van het evenwicht’ of ‘het voordeel van de twijfel’ om tot een bepaald oordeel te komen. 
In het algemeen is het amusement van het publiek veel belangrijker dan het competitieaspect. Het is ook voorgekomen dat Nicholas Parsons als presentator zichzelf een punt toekende.

## Deelnemers
In de loop der jaren heeft het programma tientallen verschillende deelnemers gehad, van wie er sommige vaste panelleden zijn geweest. Van het team van de beginjaren werkte moderator Nicholas Parsons het langst mee aan het programma, tot twee weken voor zijn dood in 2020; hij heeft enkele malen ook zelf meegespeeld als vervanger. Ook Derek Nimmo, Clement Freud, Kenneth Williams en Peter Jones zijn inmiddels allen overleden. Freud, de kleinzoon van Sigmund Freud, was een uiterst getalenteerd spreker en bedacht geregeld vergezochte doch juiste uitdagingen. De schepper van het spel, Ian Messiter, was tot 1989 zelf de fluitjesblazer; hij bleef de onderwerpen bedenken tot aan zijn dood in 1999. Derek Nimmo was een heel assertief speler en Kenneth Williams barstte voortdurend in theatrale soliloquieën uit. Sedert 1989 is Paul Merton een geregeld panellid geworden; zijn spreekstijl is erg fantasmagorisch en bevlogen. Gyles Brandreth doet zich graag als een pedante betweter voor en spreekt met een extreem uitvergrote Received Pronunciation.
Sinds 1993 is het programma jaarlijks te gast op het Edinburgh Fringe Festival. De meeste afleveringen worden in het Broadcasting House in Londen opgenomen. In 1999 nam de BBC twintig afleveringen voor de televisie op, en in 2012 werden nogmaals enkele televisieversies gemaakt.

## Invloed op andere programma’s
In I'm Sorry I Haven't A Clue stak Humphrey Lyttelton geregeld de draak met Just a Minute en met Parsons. Daar had men ook een ronde getiteld Just a Minim, waarin de deelnemers een liedje volgens de regels van Just a Minute moesten zingen. Sinds 1969 bestaat er in Zweden een gelijkaardig radioprogramma, På minuten geheten. In april 2005 presenteerde Parsons een aflevering van Have I Got News For You, waarin hij Ian Hislop uitdaagde om een minuut lang te spreken omtrent het onderwerp advies van uw advocaat inwinnen. Chris Langham duwde in diezelfde aflevering op zijn buzzer wegens afwijking van het juiste programma.
Sinds 2009 proberen deelnemers aan The Unbelievable Truth elkaar geregeld uit te dagen met argumenten die eigenlijk uit Just a Minute komen, met name afwijking van het onderwerp en aarzeling. Het Vlaamse televisieprogramma Zeg eens euh! uit de jaren 90 was op hetzelfde concept als Just a Minute gebaseerd.